# 準天頂衛星システム

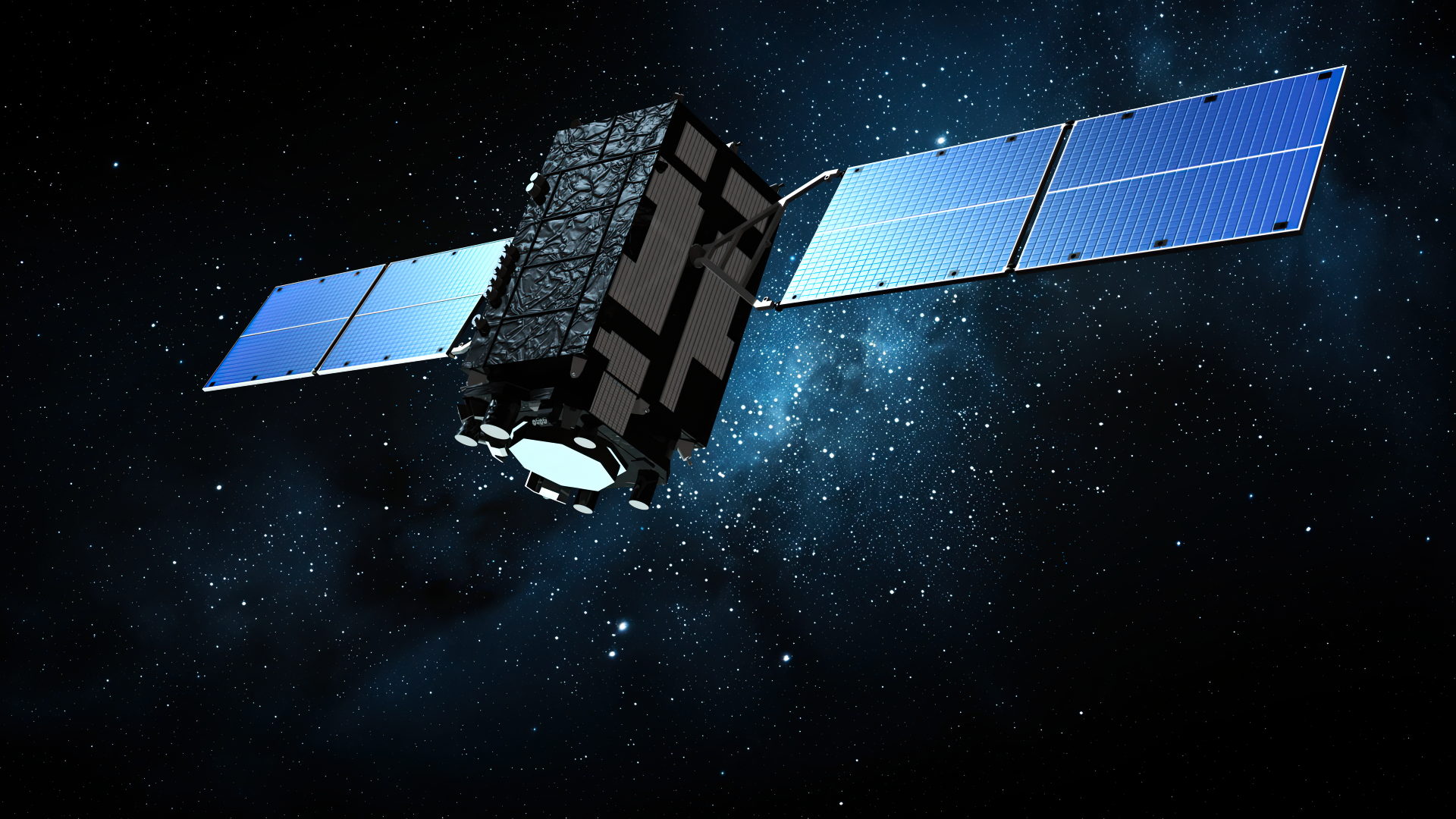
みちびき6号機

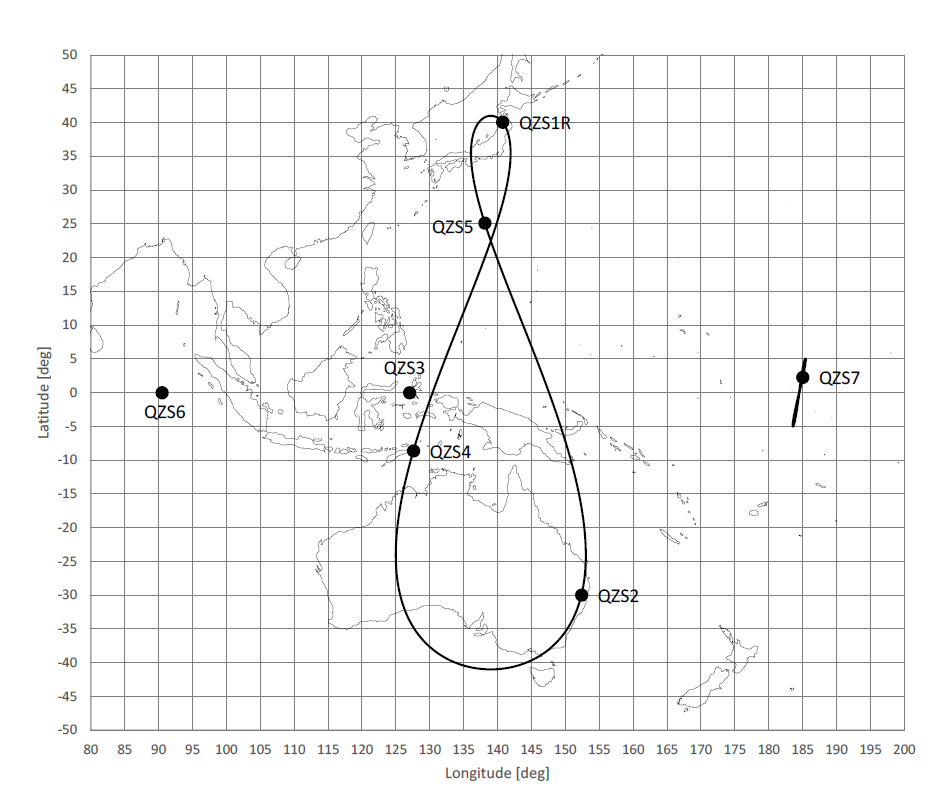
7機体制における衛星配置

準天頂軌道の概念図。衛星は地球を一周するが、地表から見て軌道は相対的に8の字を描く

準天頂衛星システム（じゅんてんちょうえいせいシステム、英語: Quasi-Zenith Satellite System、QZSS）、愛称：みちびきは、日本が運用する衛星測位システムである。アメリカのGPSやEUのガリレオを補完し、日本およびアジア太平洋地域をサービス対象とした地域航法衛星システム（RNSS）として2018年から4機体制でサービスを開始した。
システムは内閣府 宇宙開発戦略推進事務局が構築。2010年9月に初号機QZS-1を打ち上げて技術実証を開始し、衛星3機を追加した4機体制で2018年11月に24時間運用を開始。2025年度末までに衛星3機を追加して7機体制で運用する計画。2030年代に11機体制へ拡張する検討に着手している。

## 概要

### 安全保障における衛星測位システム
衛星測位システムは、社会インフラストラクチャーとして重要とされ、アメリカ合衆国のグローバル・ポジショニング・システム (GPS) を始めとして、ロシア連邦のGLONASS、欧州連合のガリレオ、中華人民共和国の北斗と、大国や国家連合により、自前のグローバル・コンステレーションシステムの構築が運用、計画されている。GPSシステムの様にグローバルに共有されているシステムもあるが、自前で全地球航法衛星システムを構築することは、精密誘導兵器や大陸間弾道ミサイルの運用において、国家安全保障上の観点から重要である。
特定の1つのシステムだけに依存して、永続的かつ安定したサービス受益を期待することには不安定性が伴う。アメリカのGPSは、本来は軍事衛星専用であったものを段階的に提供精度の向上も含めて公的・民生的用途に拡大した経緯があり、アメリカ政府の意図次第でサービスレベルが変更される可能性が残る。

### 準天頂衛星システム
衛星測位では受信機が4機以上のGNSS衛星からの信号を受信する必要があり、より高精度に測位するには8機以上から信号受信可能な状態であることが望ましい。しかし、日本は山間部やビルが立ち並ぶ都市部も多く、低仰角の衛星が遮られてしまい信号を直接波を受信できない地域が多くある。
日本の準天頂衛星システムではGPS衛星とは異なる軌道の準天頂衛星を3機以上配備し、日本の上空を周回する軌道から測位信号を送信することで、地上から高仰角で観測できる準天頂衛星を、常時1機以上は見通せるようになる。東京都区部では常に70度以上の高い仰角に1機以上の準天頂衛星を見通すことができる。
なお、準天頂衛星システムに対応する以前のGNSS受信機は対応周波数や信号処理アルゴリズムの問題で受信・測位利用することができない。準天頂衛星は高高度軌道にあるので、GPS信号より強い電波を送信する必要がある。
既に米国のGPS以外にも、欧州のガリレオ、ロシアのGLONASS、中国の北斗、インドのNavIC、日本のみちびきの6システム合計100機以上の測位衛星を統合利用が可能な状態で、日本周辺でも常時数十機の衛星信号が捕捉可能である。これにより、衛星機数が不足することにより測位できない状況は減っており、準天頂衛星を高仰角に配置するメリットも減殺されている。ただし、cm級測位に必要な補正情報を民間に無償で配信（日本国内限定）しているのは現状QZSSだけである。

### 測位衛星システムの補正技術
またGPS補正に関しては、現在でも地上局からの補正を併用するDGPSや、静止衛星からGPSの補完・補強を行うWAASやMSAS、EGNOSというプロジェクトも実用化されており、特にMSASは日本が打ち上げたひまわり6・7号により行われるGPS補強システムであるが、例としてMSASは航空機向けのディファレンシャルGPS機能を提供し精度は数メートル程度に留まる。またMSASに使用される衛星のうち2016年末にMTSAT-1Rが運用を終了、残る1機のMTSAT-2だけで運用しておりMSAS自体サービス縮小の方向でもあり、2020年頃から代替としてQZSSの静止軌道衛星からGPS補強システムとして配信する予定である。
人工衛星から直接電波が届かず測位できない地下街や屋内での測位を可能とするために、GPSの信号を中継する機器をビルの屋上に設置することで、ビルの谷間でも測位を可能とするスードライト（疑似衛星）が現在研究されている。準天頂衛星システム自身においても、地上補完システムとしてIndoor MEssaging System (IMES) が考案され、衛星の電波が届かない屋内や地下街は、IMES送信機によって補完するようにIS-QZSSの仕様書で提案されている。

## 衛星
準天頂衛星システムを構成する人工衛星は、静止軌道・準静止軌道のものを含めて準天頂衛星（QZS、Quazi-Zenith Satellite）と呼ばれ、各号機の略称として「QZS-1」や後継機にはRを付して「QZS-1R」と表記される。「みちびき」の愛称はシステム全体を指すだけでなく各衛星機体においても使用される。
衛星運用の第1段階では1機の衛星で技術実証と利用実証を行い、検証を経た後に準天頂軌道上の衛星3機体制の第2段階であるシステム実証に移行することとされ、静止軌道の1機と合わせ4機体制で実用化された。さらに準天頂軌道、静止軌道、準静止軌道に1機ずつ衛星を追加し7機体制で運用する方針。

### 初号機 みちびき
2010年（平成22年）9月11日に準天頂衛星初号機みちびき (QZS-1) がH-IIAロケット18号機で打ち上げられた。当初は2009年度中の打上げを目指していたが、外国からの調達品である原子時計の入手前倒しが不可能となり、2010年8月2日に延期された。その後、みちびきのリアクションホイール（姿勢制御装置）に不具合が見つかったため、さらに延期されていた。衛星開発費は約400億円。
衛星の最終的な質量が決まっていない頃は、衛星が重くなった場合に備えてH-IIA 204を使用する、H-IIA 202でQTO（準天頂遷移軌道）から準天頂軌道に移行する、H-IIA 204でほかの静止衛星と相乗りさせGTO（静止遷移軌道）から準天頂軌道に移行する、などの方法も検討されていた。その後、実績のあるGTOから準天頂軌道に移行することとし、遷移軌道投入のタイミングを地球と太陽の重力関係を利用した時刻に変え、H-IIAの204形態ではなく202形態での打上げを可能とし、打上げ費用が10億円削減された。
初号機後継機が2021年10月に打ち上げられ、正式運用開始した翌日の2022年3月25日に信号の送信を停止、待機運用に移行し、軌道離脱完了を経て2023年9月15日に運用を終了した。

### 4機体制

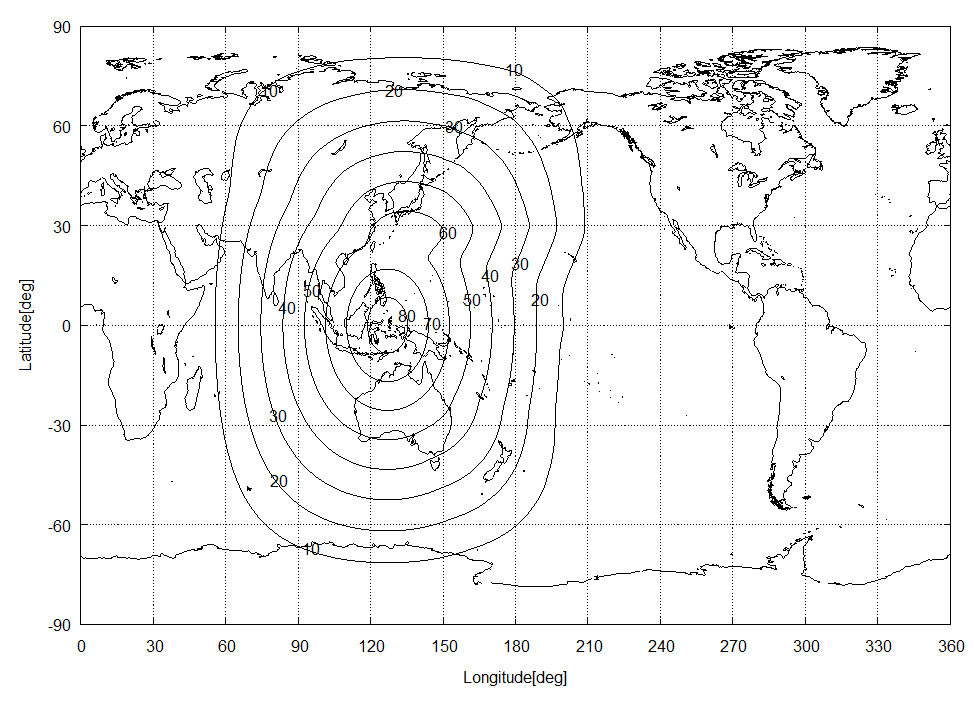
常時少なくとも1機が見える地域（4機体制時、線は衛星の仰角別）

2017年2月28日にJAXAによる運用を終了し内閣府に移管され、準天頂衛星システムサービス株式会社 (QSS) が初号機の試験運用を開始した。

#### みちびき2号機
みちびき2号機は2017年6月1日、H-IIAロケット34号機 (202) で打ち上げられた。4号機と同一の機体で、衛星バスDS2000の改良による太陽電池パドルの小型化、推薬の増量等により設計寿命は15年となった。軌道は準天頂軌道で、初号機とは昇交点赤経のみが異なるため、地上から見ると初号機を追いかける様に見える。当初より内閣府の衛星で2017年9月15日から試験サービスの運用が開始された。

#### みちびき3号機
みちびき3号機は、2017年8月19日14時29分00秒にH-IIAロケット35号機 (204) により打ち上げられた（8月11日の予定から天候不良とロケットのガス漏洩により延期）。4機体制における唯一の静止衛星で、衛星安否確認サービス用のSバンドアンテナが付加され、2・4号機より700kg重い。増幅部のスイッチの異常により、L1信号は予定より低い送信出力で運用される。

#### みちびき4号機
みちびき4号機は、2017年10月10日にH-IIAロケット36号機 (202) で打ち上げられた。2号機と同一の機体で準天頂軌道で運用される。地上からは1・2・4号機が等間隔で互いを追いかける様に見える。

#### みちびき初号機後継機
みちびき初号機後継機は、2021年10月26日にH-IIAロケット44号機 (202) で打ち上げられた（10月25日の予定が天候不順の予想により延期）。2022年3月24日より正式に運用開始。軌道は準天頂軌道。

### 7機体制

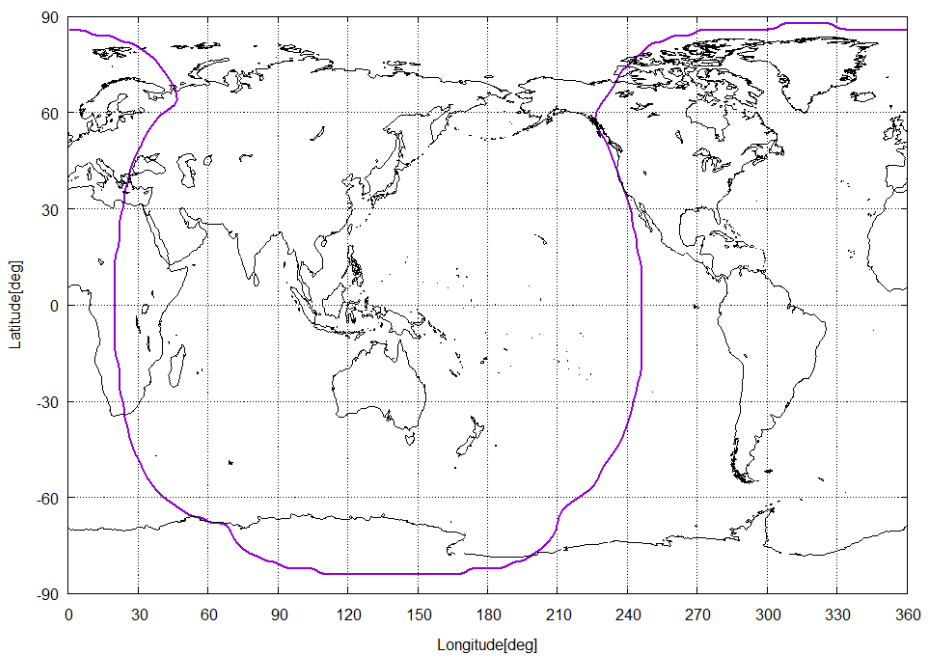
常時少なくとも1機が仰角10度以上に見える地域（7機体制時）

5・6・7号機が運用開始され7機体制が整うと、みちびきがこれまで他GNSSを補完する位置づけだったものが、常にみちびきの信号のみで測位することが可能な持続測位を達成することとなる。また、新規に衛星間測距機能と衛星・地上間測距機能が追加される（後述）ことで測位精度の向上が期待されている。準天頂軌道の5号機よりも先に静止軌道の6号機を打ち上げた経緯は「獲得競争が激しい静止軌道を維持・確保するため」としている。

#### みちびき6号機
みちびき6号機は、2025年2月2日にH3ロケット5号機 (22S) で打ち上げられた（2月1日の予定が悪天候のため延期）。2025年7月18日より衛星測位サービスおよび高精度測位補強サービスを正式に運用開始。信号認証サービスは同年7月23日に、SBASサービス（衛星航法補強システム）は同年10月頃に運用開始の予定。3号機と同じく静止軌道で運用される。

### 衛星諸元
| 項目            | 項目            | 初号機 QZS-1          | 2号機 QZS-2        | 3号機 QZS-3        | 4号機 QZS-4        | 初号機後継機 QZS-1R | 5号機 QZS-5       | 6号機 QZS-6    | 7号機 QZS-7       |
| --------------- | --------------- | --------------------- | ------------------ | ------------------ | ------------------ | ------------------- | ----------------- | -------------- | ----------------- |
| 国際標識番号    | 国際標識番号    | 2010-045A             | 2017-028A          | 2017-048A          | 2017-062A          | 2021-096A           |                   | 2025-023A      |                   |
| カタログ番号    | カタログ番号    | 37158                 | 42738              | 42917              | 42965              | 49336               |                   | 62876          |                   |
| Block           | Block           | I-Q                   | II-Q               | II-G               | II-Q               | II A-Q              | III-Q             | III-G          | III-G             |
| 軌道            | 軌道            | 準天頂                | 準天頂             | 静止               | 準天頂             | 準天頂              | 準天頂            | 静止           | 準静止            |
| 軌道位置（4機） | 軌道位置（4機） | 東経139°              | 東経140°           | 東経127°           | 東経137.5°         | 東経131.5°          | -                 | -              |                   |
| 軌道位置（7機） | 軌道位置（7機） | -                     | 東経140°           | 東経127°           | 東経137.5°         | 東経133°            | 東経139°          | 東経90.5°      | 東経184.5°        |
| 測位信号        | L1C/A           | ○                     | ○                  | ○                  | ○                  | -                   | -                 | -              | -                 |
| 測位信号        | L1C/B           | -                     | -                  | -                  | -                  | ○                   | ○                 | ○              | ○                 |
| 測位信号        | L1C             | ○                     | ○                  | ○                  | ○                  | ○                   | ○                 | ○              | ○                 |
| 測位信号        | L1S             | ○                     | ○                  | ○                  | ○                  | ○                   | -                 | -              | -                 |
| 測位信号        | L1Sb            | -                     | -                  | ○                  | -                  | -                   | -                 | ○              | ○                 |
| 測位信号        | L2C             | ○                     | ○                  | ○                  | ○                  | ○                   | -                 | -              | -                 |
| 測位信号        | L5              | ○                     | ○                  | ○                  | ○                  | ○                   | ○                 | ○              | ○                 |
| 測位信号        | L5S             | -                     | ○                  | ○                  | ○                  | ○                   | -                 | ○              | ○                 |
| 測位信号        | L6D             | ○                     | ○                  | ○                  | ○                  | ○                   | ○                 | ○              | ○                 |
| 測位信号        | L6E             | -                     | ○                  | ○                  | ○                  | ○                   | ○                 | ○              | ○                 |
| 測位信号        | Sバンド         | -                     | -                  | ○                  | -                  | -                   | -                 | -              | -                 |
| L帯アンテナ     | L帯アンテナ     | ヘリカル              | ヘリカル           | パッチ             | ヘリカル           | パッチ              | パッチ            | パッチ         | パッチ            |
| 打上時質量      | 打上時質量      | 4,020kg               | 約4.0t             | 約4.7t             | 約4.0t             | 約4.0t              | 約4.8t            | 約4.9t         | 約5.0t            |
| ドライ質量      | ドライ質量      | 1,802kg               | 約1.6t             | 約1.7t             | 約1.6t             | 約1.6t              | 約1.8t            | 約1.9t         | 約2.0t            |
| ミッション機器  | 質量            | 355kg                 | 370kg              | 475kg              | 370kg              | 361kg               | 495kg             | 575kg          | 647kg             |
| ミッション機器  | 消費電力        | 1.9kW                 | 1.9kW              | 2.5kW              | 1.9kW              | 2.2kW               | 2.4kW             | 2.7kW          | 3.0kW             |
| 発生電力        | 発生電力        | 5.3kW                 | 6.3kW              | 6.3kW              | 6.3kW              | 6.3kW               | 6.7kW             | 6.7kW          | 6.7kW             |
| 設計寿命        | 設計寿命        | 10年以上 （目標12年） | 15年以上           | 15年以上           | 15年以上           | 15年以上            | 15年以上          | 15年以上       | 15年以上          |
| 打上げ日        | 打上げ日        | 2010年 9月11日        | 2017年 6月1日      | 2017年 8月19日     | 2017年 10月10日    | 2021年 10月26日     | 2025年度 （予定） | 2025年 2月2日  | 2025年度 （予定） |
| 打上げ機        | 打上げ機        | H-IIA 18号機 (202)    | H-IIA 34号機 (202) | H-IIA 35号機 (204) | H-IIA 36号機 (202) | H-IIA 44号機 (202)  | H3 (22S)          | H3 5号機 (22S) | H3 (22S)          |
| 運用開始        | 運用開始        | 2010年 12月13日       | 2018年 11月1日     | 2018年 11月1日     | 2018年 11月1日     | 2022年 3月24日      |                   | 2025年 7月18日 |                   |
| 運用状況        | 運用状況        | 運用終了              | 運用中             | 運用中             | 運用中             | 運用中              |                   | 運用中         |                   |
| 信号送信停止日  | 信号送信停止日  | 2022年 3月25日        |                    |                    |                    |                     |                   |                |                   |
| 運用終了日      | 運用終了日      | 2023年 9月15日        |                    |                    |                    |                     |                   |                |                   |

表の出典

## 搭載機器

### 周波数標準器
測位衛星では搭載する周波数標準器（原子時計）の精度の高さや安定度が地上受信機の測位精度に直結する性質上、安全保障上の観点から搭載品を自国内で調達することが望ましいとされている。現在運用中の他GNSS衛星プロバイダ国・連合である米露欧中印はいずれも自国製の原子時計を調達・搭載する能力を有している一方、みちびきに搭載されている原子時計は日本国外製のルビジウム原子時計（RAFS）となっている。
みちびき初号機では、計画当初国産の原子時計の搭載を目指しており、NICTによって周波数安定度に優れる方式である能動型水素メーザ原子時計の開発が進められ、エンジニアリングモデルまで製作され衛星搭載に適合したスペックとなる見通しがおおよそ立っていた。しかし、みちびき衛星全体のペイロードとして質量や搭載場所の兼ね合い、設計寿命等で条件が合わず、最終的に国産原子時計の採用は断念されたという経緯がある。文部科学省と総務省は2030年度以降のみちびきに原子時計の代替技術として搭載する、原子時計よりも安定度が高く小型化が可能と期待される「高安定レーザーを用いた時計」の技術開発に着手している。
みちびき初号機には冗長構成として原子時計を2個搭載しているが、うち「原子時計1」では2011年7月に、冗長系としていた「原子時計2」では2012年6月と12月に異常が発生している。原子時計に異常が発生し適切な信号の送波ができない間は、信号にアラートフラグが設定されることで受信機側で測位に使用しない対応がとられる。2017年打上げの2号機以降は1機の衛星に原子時計を3個搭載して冗長性を高めている。

### 高精度測位システム（ASNAV）
みちびき5・6・7号機から高精度測位システム（ASNAV、Advanced Satellite Navigation System）の実証・開発が開始され、そのペイロードが衛星に搭載された。5・6・7号機の打上げから3年程度は性能検証等にあてられるため、その間は測位信号の精度向上のためには使用されない。また、機能を搭載していない2・3・4号機と1号機後継機がそれらの後継機によって置き換わり、ASNAVに対応した衛星のみで測位ができるようになると、スマートフォン等の受信機で従来10m程度の測位精度が受信機側のアップデート等を必要とせず1m程度に向上すると期待されている。
- ASNAVは、衛星には衛星間測距システムと衛星／地上間測距システムが搭載され、加えてその地上系システムと地上検証システムによって構成され、衛星を運用する内閣府ではなくJAXAの担当となっている[51]。
- 従来衛星では衛星から地上局に送信される一方向の信号のみで衛星と地上の距離を測定していたが、この方式では搭載する原子時計の精度によって発生する時刻誤差が解消されず距離測定の誤差要因となっていた。衛星／地上間測距システムでは、衛星と追跡管制局とで双方向に信号を送ることで距離測定に含まれる誤差のうち、時刻誤差を打ち消しすことが可能になると見込まれている[51]。Cバンドを使用し、地上側は追跡管制局4局（宮古島2、種子島2、沖縄2、奄美大島）で運用される[50][52]。
- 従来は衛星個別に地上の監視局からの位置関係を測定して衛星自体の位置を決定していたが、この方法では地球から見た角度方向の測定誤差が大きく、この誤差も測位精度が低下する要因であった。衛星間測距システム（ISR）では、軌道上の衛星同士が地球から見て横方向（角度方向）の距離を測定することで精度が向上すると期待されている[51]。5・6・7号機では準天頂の5号機が送信、静止の6号機・準静止の7号機が受信の一方向の測距となる[50]。計画当初は双方向の通信で検討されたが、静止軌道からの電波使用の制限が強く、Sバンドの干渉を避けるために一方向での送波となった。準天頂軌道の衛星からは比較的電波を使用しやすくこれ以降開発される準天頂軌道の衛星からは送信することが検討されている。また、5号機には将来的な運用形態に柔軟に対応するため受信機能も有し[53]、ISRアンテナは5号機に4台、6・7号機に2台ずつ搭載される[31]。

### ホステッド・ペイロード

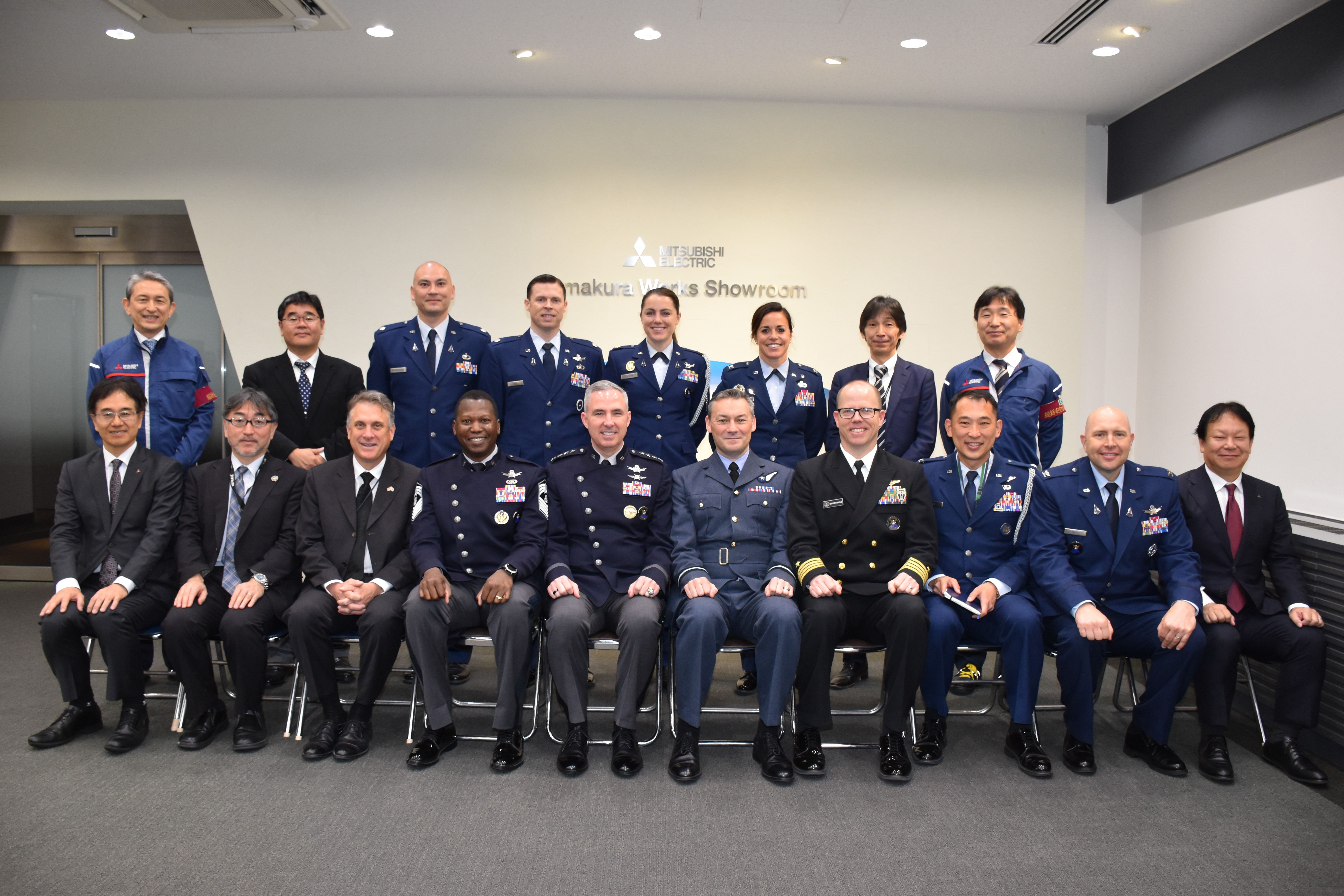
アメリカ宇宙軍代表団による三菱電機鎌倉製作所の訪問（2024年4月）

みちびき6・7号機には、2020年12月に日米間で交換された相互防衛援助協定に関する書簡に基づいたホステッド・ペイロード協力（ホステッド・ペイロードプログラム：QZSS-HP）として、リンカーン研究所で開発されアメリカ宇宙軍 ミッションデルタ2によって運用される宇宙状況監視（SSA）センサーが搭載されている。軌道上にある宇宙物体をこのSSAセンサーによって識別し準リアルタイムにアメリカ宇宙軍の宇宙監視ネットワークへ共有される。アメリカ宇宙軍のペイロードが米国外の衛星に搭載されるのは2024年8月に打ち上げられたスペース・ノルウェー社の通信衛星ASBM2機に続いて3機目・4機目（予定）となる。

## 運用

### 軌道
みちびきのうち準天頂軌道の衛星3機の軌道は、軌道長半径42,164 km、軌道傾斜角40度（36 - 45度）、離心率0.075（±0.015）、軌道周期23時間56分である。2号機・4号機・1号機後継機の昇交点赤経は互いに120度前後ずれる位置関係にあり、交代しながら少なくとも1機が日本の上空に留まるよう配置されている。また、近地点引数が270度（軌道のうち最も南側を通過する時に地球と最接近する）に設定されており、南側を通る間は対地速度が速く、北側を通る間は対地速度が遅くなるため、日本から見て高仰角の位置に長い時間留まるように見える。軌道の水平面が「8の字」のように東西に動いて見えるのは意図的に離心率が設定され衛星高度の周期変化を伴う楕円軌道であるためである。
3号機は東経127度の静止軌道から運用する。
7号機で予定している準静止軌道は、静止軌道よりもわずかに軌道系射角と離心率がある軌道であり、地上から見て一定の相対位置の変化があるため軌道推定の点で有利であるとしており、軌道制御の頻度が少なくなることでサービス中断の機会も減らせると考えられている。

### 範囲
サービス領域は日本を含むアジア・オセアニア全域であり、その地域ではGPSやGalileoに加えて準天頂衛星からの電波も受信可能であるため、衛星測位の信頼性が向上することが期待されている。

### 周波数
みちびきはGPSやGalileoで使用する周波数を使用し、特にGPSとは高い相互運用性を持つよう設計されている。みちびきが使用する各電波の中心周波数は以下の通り。
- L帯
  - L1帯：1575.42 MHz
  - L2帯：1227.60 MHz
  - L5帯：1176.45 MHz
  - L6帯：1278.75 MHz
- S帯：2 GHz帯

L2信号は、受信機がL1CとL5信号を利用するトレンドを受けて廃止する方針としておりQ5・Q6・Q7には搭載していない。一方、自動車向けの受信機にL2Cを使用するものがあることから2040年頃まで互換性を維持するためにQ2R・Q3R・Q4R・Q8・Q1RR・Q9からは送信される計画である。

## 補強信号
みちびきでは受信機の測位精度を向上させる補強信号を複数種類配信している。なお、受信機で補強情報を利用するにはGPS衛星と互換性のあるみちびき（QZSS）の衛星測位サービス（PNT）の電波を利用可能なだけでなく、補強サービスに対応している必要がある。2025年1月時点で市販のスマートフォンに対応機種はない。
- SLAS（サブメータ級測位補強サービス）[60]
  - 広域DGPS測位（基準局からの疑似距離を使用する相対測位）のサービス。
  - みちびきとGPSのL1C/A信号を補強する。L1S信号で配信[62]。
  - 日本の陸地と沿岸地域で水平1 m、近海地域で水平2 mの精度（95%）。
- CLAS（センチメータ級測位補強サービス）[60]
  - PPP-RTK測位のサービスで、国土地理院の電子基準点網の観測情報を利用した補強信号。
  - みちびき、GPS、Galileoの信号を補強。L6D信号で配信される。
  - 測位精度（95%）は静止体で水平6 cm、移動体で水平12 cm。
- MADOCA-PPP （Multi-GNSS Advanced Orbit and Clock Augmentation - Precise Point Positioning）[60][注釈 7]
  - PPP測位（搬送波位相を使う単独測位）のサービス。2024年4月1日から正式サービスを開始した。
  - みちびき、GPS、Galileo、GLONASS、Beidouの信号を補強[42]。みちびきのL6E信号で配信され、アジア・オセアニアの広域で利用可能。
  - デシメートル級測位サービスとしており、精度（95%）は水平30 cm[2]。

### 他国GNSSによる補強信号
みちびきの他にも2020年3月から中国BeiDouが中国とその周辺地域で利用可能な水平30 cm精度となるPPP-B2bを、2023年1月から欧州Galileoが全世界で水平20 cm精度となるHASを開始しており、その他のGNSSを含めて補強信号のサービス計画や対応地域の拡大、精度向上が予定されている。

### ネットワーク経由による補強
GNSSシステムが公式に配信する放送型の信号を利用する以外にも、インターネット（モバイル回線等）経由で契約者向けに補強情報を配信する民間事業者によるネットワーク型RTKサービスや、ユーザー自身が固定局を設置したり一般に公開されている「善意の基準局」と呼ばれる基準局を利用したRTK測位でセンチメートル級の測位精度を得る方法がある。

### 衛星航法補強システム（SBAS）
2020年4月から、航空機向けの補強信号SBASの日本版であるMSAS (V2) を静止衛星の3号機からL1-Sb信号で配信している。7機体制では3号機に加えて静止の6号機・準静止の7号機からも配信する予定である。2010年から実施されていた実証実験ではL1-SAIFという名称で配信された。元々2007年9月以降、国土交通省（航空局・気象庁）が運用するMTSAT1R、2（気象衛星ひまわり6号・7号）からMSAS (V1) が配信されており、配信衛星がみちびきになってからも引き続き国土交通省航空局が信号を生成している。航法統制局 (MCS) は主局が常陸太田、バックアップ局が所沢にある。

## メッセージサービス等

### 災害・危機管理通報（災危通報、EWSS）
気象庁の発表する防災情報（津波、地震、洪水、火山噴火）とJアラート（ミサイル情報等）、Lアラート（避難情報等）を配信する。2025年4月からアジア・オセアニア地域の国がみちびき経由で自国向けに災害情報を配信できるサービスが開始する。L1S信号を使用する。

### 衛星安否確認サービス（Q-ANPI）
災害時に孤立したり携帯電話が不通となった避難所等から専用通信端末を使ってテキストデータを送信し、みちびきを経由してみちびき管制局、その先の防災機関に避難所の状況や安否情報等を送信可能なサービス。行政向けの情報が共有される他、個人利用者には内閣府の情報サイトで避難所情報や公開設定にされた個人の安否情報を検索可能。ただし利用自治体は限定的で山梨県、熊本県のほか48の区市町村と一部にとどまっており、2024年6月までに利用実績はない。S帯信号を使用する。
内閣府は現行システムを3号機が稼働する2033年まで維持しつつ、Starlink等の衛星通信サービスの普及など情勢を鑑み、災害利用時の実態やニーズを踏まえて、他組織への移管の可能性を含めて発展的に見直す方針としている。

### 信号認証サービス
第三者による偽のGNSS信号を使用したスプーフィングを防ぐ情報として2024年4月1日にサービス開始。電子署名データをみちびき衛星から配信し、受信機側で予め入手した公開鍵を使って真正な信号であることを確認できる民生向けサービス。みちびきの電子署名は各搬送波に含め、GPSとGalileoの電子署名はみちびきのL6E信号で配信される。

### 公共専用信号サービス
安全保障向けに秘匿・暗号化された公共専用信号の配信が予定されている。防衛省と海上保安庁に限定した利用を想定しており、2025年打上げの5号機・6号機・7号機から開始し、2周波で配信される予定。ジャミング、スプーフィングに加え、従来手法では対策が難しいとされてきたミーコニングへの耐性を持つ。

## 管制局・地上局
- 主管制局[62]
  - 主局：常陸太田（国土交通省性能評価センター敷地内）[75]
  - 副局：神戸（国土交通省神戸航空交通管制部敷地内）[76]
- 追跡管制局
  - 10局[77]：常陸太田、種子島（2局）、奄美大島、沖縄（2局、沖縄宇宙通信所内[78]）、久米島、宮古島（2局）、石垣島
- 監視局
  - 国内13局[79]：札幌、仙台、常陸太田、小松、神戸、広島、福岡、種子島、奄美、糸満、宮古島、石垣島、父島
  - 海外22局[80]：トロムソ、ヨハネスブルグ、イスタンブール、モーリシャス、カンディ、バンコク、シンガポール、パース、マカッサル、ダーウィン、グアム、ブリスベン、ウェリントン、フィジー、ハワイ、アラスカ、カリフォルニア、レスブリッジ、パナマ、サンチャゴ、サンパウロ、マスパロマス

## 歴史

### 日本の測位システムの提案
- 1972年（昭和47年）に電波研究所（現・情報通信研究機構）は、中緯度を対象として高仰角をねらった8の字衛星を世界で初めて提案した[81]。1999年度から8の字衛星を用いた準天頂衛星通信システムの研究開発を通信総合研究所（現・情報通信研究機構）において推進した[82]。
- 1997年3月、旧・宇宙開発委員会[注釈 11]で取りまとめられた我が国における衛星測位技術開発への取り組み方針について[83]の文書にて、衛星測位技術の現状分析と将来の需要、および日本が今後取り組むべき研究課題がまとめられた。 その際、検討されていた5つのシナリオのうち、「GPSを基本とし、衛星の基礎技術を開発し、最低限の衛星数で技術試験を実施」するシナリオが採択された[84]。他のシナリオは、測位技術の開発を行わないものから独自測位技術による移動体サービスの実証を行うものまで様々なものがあった。
- 2001年7月に経済団体連合会は、宇宙利用フロンティアの拡大に向けたグランド・ストラテジー[85]において「準天頂衛星システム」の構築を提案した。経団連は1999年[86]と2000年[87]にも測位衛星に係る提言を行っている。
- 2002年6月の総合科学技術会議は、QZSSの開発・整備を「産官の連携のもとに推進する」との方針を定めた。2002年7月に日本経団連に準天頂衛星システム推進検討会[88]が新設された。2002年11月1日には、三菱電機、日立製作所、伊藤忠商事、NEC東芝スペースシステム、三菱商事、トヨタ自動車等の59社の出資によりQZSSを利用して通信と放送に測位を複合させたサービスを提供する新衛星ビジネス株式会社 (ASBC) が設立された[89]。
- 2002年10月9日に現・宇宙開発委員会の今後の衛星測位に係る技術開発のあり方について[90]の文書で、測位システムの開発意義が再確認され、測位情報のニーズとGPS近代化に対応するため、日本の測位技術を向上させる方針が明確化された。
- 2002年10月16日に東京で第2回日米衛星測位システム(GPS)全体会合[91]が行われ、日本が計画している準天頂衛星システム (QZSS) に関してアメリカ側への説明が行われた。QZSSは日本付近におけるGPSの補完および補強機能を備えるものとされ、技術的な事項を検討するためのワーキンググループの設置が決定された。
- 2002年12月25日に国の総合科学技術会議で、QZSSの研究開発の推進は妥当と評価された[92]。資料では、QZSSの予算総額は782億円とされ、民間による事業化の判断は2004年度に、打上げは2008年度を目途に行われるものとされた。QZSSによる経済効果は12年間で約6.1兆円という報告もあるが、詳細評価は困難であるとされた。
- その後の総合科学技術会議等の政府系会議においても、QZSSの推進方針が確認されつづけた。
- しかし2006年2月に行われた民間の事業化判断で、民間独自で通信・放送事業の実施は困難であると判断された[93]。この時点ですでに測位情報の一定のニーズは満たされており、Sバンドを用いるほどの測位補強情報のニーズが官民ともに見込めないため、事業化は困難であるとされた。

### 開発開始
- 2006年3月に方針が大きく変更され[94]、準天頂衛星の最初の一機はJAXAが主体的に打ち上げ、その技術検証・利用検証を踏まえて残りの2機を加えた利用実証を官民共同で行うこととなった。そのための官民共同の運用会社は2006年度中に設立することとされた。衛星からはSバンドの通信機能が削除され、Lバンドのみを利用することとなった。準天頂衛星の初号機は2009年度に打ち上げることとされた。
- 2006年8月 - 11月に宇宙開発委員会で、変更後の開発目的・方針等が改めて審査されて了承された[95][96]。
- 2007年4月3日にJAXAは、GPS衛星や準天頂衛星の信号が届かない屋内でも測位できる屋内GPS技術としてIMES方式を考案し、NTTドコモ、日立製作所、測位衛星技術、新衛星ビジネス (ASBC) らと共同で地下駐車場における実証実験に成功したと発表した[97]。
- 2007年8月2日に民間会社の新衛星ビジネス (ASBC) は解散し、財団法人衛星測位利用推進センターが後継した。

### 衛星の運用・軌道上実証開始

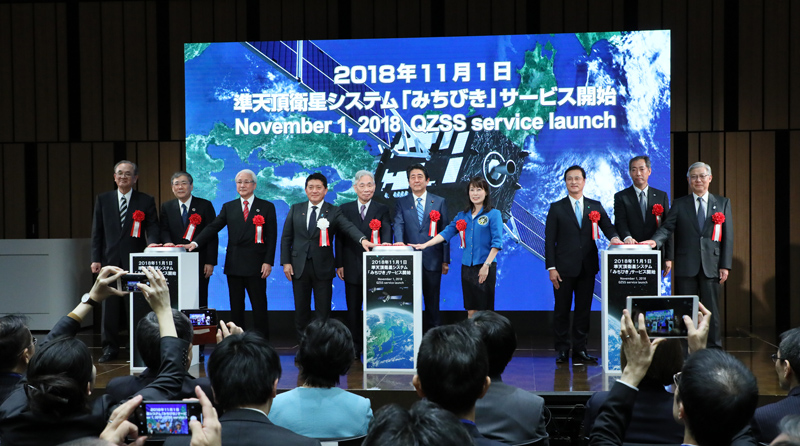
準天頂衛星システム「みちびき」サービス開始のセレモニー（2018年11月1日）

- 2010年1月20日、JAXAが実施した愛称募集キャンペーンの結果、愛称は「みちびき」となった[98]。
- 2010年9月11日に技術実証のための準天頂衛星初号機みちびき (QZS-1) が打ち上げられた。
- 2013年3月29日に政府は、準天頂衛星2機、静止軌道衛星1機などの開発、製造を三菱電機に発注した。2017年から打ち上げ2019年から「みちびき」と併せ4機体制で運用し、24時間利用可能とする[99]。
- 2017年6月、8月、10月にみちびき2号機、3号機、4号機をそれぞれ打ち上げ、2018年4月からのサービス開始にむけた試験運用を順次開始した。

- 2018年3月2日に、11月からサービスを開始すると発表[100]したが事実上の延期[101][102][103]で、NECによる地上系システムの開発の遅れが原因と見られる[104]。
- 2018年6月5日に、6月2日に3号機でL5S信号の送信信号増幅部のスイッチに異常動作が確認されたため、同様のスイッチを使う2 - 4号機の試験信号の送信を一時停止したと発表した[105]。9月8日、信号の送信が再開されることを発表。衛星上で放電現象が生じL5SとL1信号のスイッチが動作しなくなっており、3号機のL1信号は当初予定より低い出力で送信される[24]。

### 4機体制でのサービス開始
- 2018年11月1日にサービスを開始した。

## その他
- 低コスト化のために、1回のロケット打上げにみちびき衛星を2機搭載するデュアルロンチが検討されている。ただし、通常の静止軌道における軌道保持には燃料を多く消費し推薬タンクを含む衛星バスサイズのコンパクト化に限界があり困難が伴う。一方、軌道保持運用の頻度を減らせる準静止軌道での運用としたり、化学推進ではなく電気推進にすることでコンパクト化し、同一軌道面に2機同時に打ち上げることが技術的に可能と考えられ、公式に検討事項としている[42]。